# Joseph Laurent Jaminé

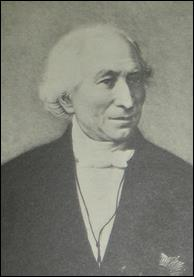

Joseph Laurent Jaminé (Maastricht, 19 mei 1797 - Tongeren, 20 augustus 1883)  was een Belgisch liberaal politicus, journalist en burgemeester. Hij was lid van het Nationaal Congres en de Kamer van volksvertegenwoordigers.

## Biografie

### Familie
Joseph Laurent Jaminé was een zoon van Lambert Jaminé en Geneviève Absil.
Hij was getrouwd met Marie-Anne Van Herff. Hun dochter Marie-Louise trouwde met François Meyers, advocaat, burgemeester van Tongeren, volksvertegenwoordiger en senator. Ze waren de ouders van Armand Meyers en François Meyers.
Hij was een broer van architect Lambert Jaminé.

### Loopbaan
Na middelbare studies in Maastricht studeerde Jaminé rechten aan de Universiteit van Luik. Hij schreef zich in bij de balie van Maastricht en kwam daar sterk onder de indruk van het proces dat door de regering was ingespannen tegen burgemeester Jean-François Hennequin. Zowel Hennequin als de advocaten van de beklaagde, Surlet de Chokier, Etienne de Gerlache en Charles Destouvelles, zouden later zijn collega's zijn in het Nationaal Congres.
Met zijn vriend, de schrijver Théodore Weustenraad (1805-1849), stichtte hij de Maastrichtse oppositiekrant L'éclaireur (1827-1829), waar ook Charles-Ghislain Vilain XIIII aan meewerkte. Ze wilden voor het Maastrichtse gebied dezelfde stem laten horen als in Luik het geval was met de Mathieu Laensberg.
Begin november 1830 werd Jaminé verkozen tot plaatsvervangend lid van het Nationaal Congres. Pas vanaf 7 april 1831 zetelde hij effectief, nadat Surlet de Chokier regent was geworden. Tijdens de enkele maanden die aan het Congres nog restten, nam Jaminé driftig deel aan de debatten.
In oktober 1831 werd hij lid van de eerste verkozen Kamer van volksvertegenwoordigers en bleef dit tot in 1833. In de debatten over het Verdrag der XXIV Artikelen had hij het uiteraard moeilijk.
Rond 1833 verliet Jaminé Maastricht en vestigde zich in Tongeren. Hij werd gemeenteraadslid van deze stad en op 17 januari 1855 werd hij burgemeester tot 31 december 1860. Een ruzie binnen de liberale groep verhinderde hem verdere uitoefening van dit mandaat maar van 1864 tot 1866 was hij opnieuw burgemeester.
Hij was ook provincieraadslid van Limburg en was ondervoorzitter (1839-1848) en voorzitter (1848-1883) van de provincieraad.

## Publicatie
- (met Louis Defastré), Mémoire sur la destination des ci-devant béguinages, Luik, 1846.

## Iconografie
- Portret van Joseph Jaminé door Geudens (1873), bewaard in het provinciehuis van Limburg in Hasselt.